# Loggia di palazzo Gonzaga-Acerbi
La loggia di Palazzo Gonzaga-Acerbi è un ambiente al piano terra dell'omonimo edificio a Castel Goffredo, in provincia di Mantova. Importante diaframma tra il giardino e gli ambienti interni, è nota per il ciclo di affreschi attribuiti a Giulio Romano e aiuti.

## Storia

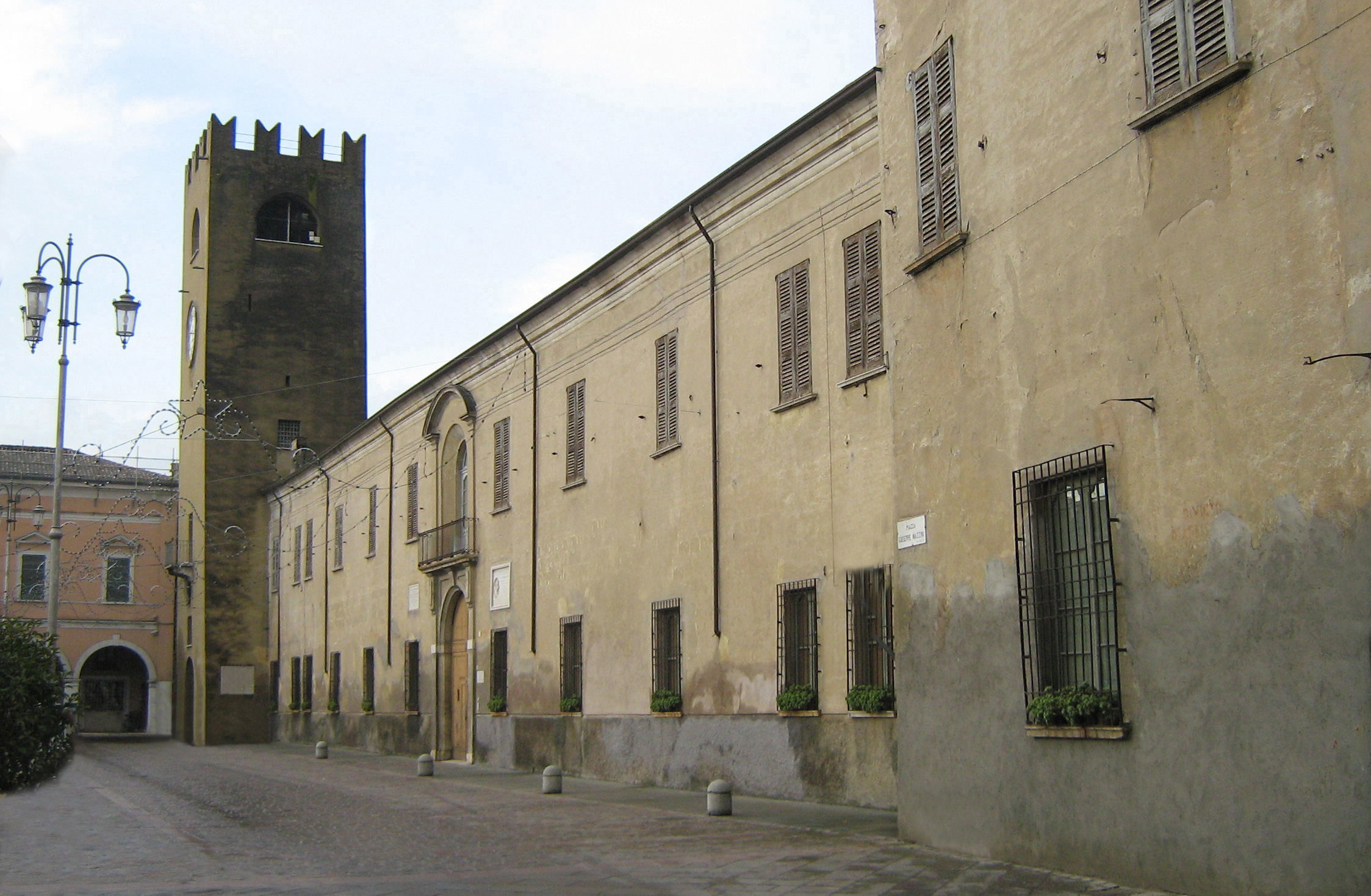
Castel Goffredo, Palazzo Gonzaga-Acerbi

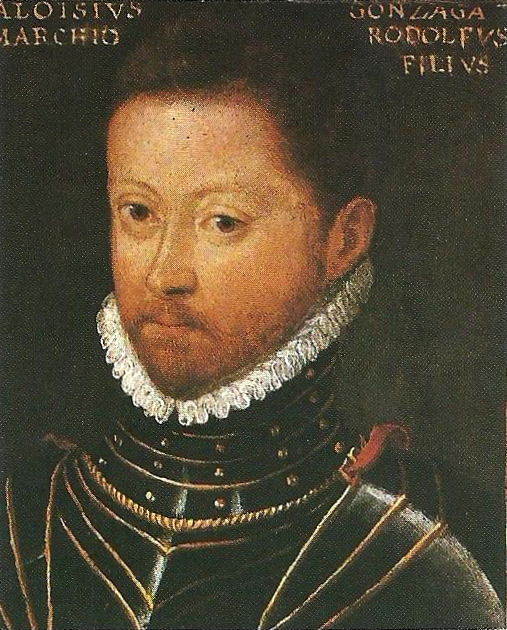
Ritratto di Aloisio Gonzaga marchese di Castel Goffredo

Nel 1511 divenne signore di Castel Goffredo il marchese Aloisio Gonzaga (o Luigi Alessandro o Luigi), che elesse il paese a capitale del suo feudo, comprendente anche Castiglione e Solferino. Il Gonzaga volle una residenza suntuosa ed ospitò una corte frequentata da personaggi illustri, tra cui il capitano imperiale Luigi Gonzaga "Rodomonte", il poeta Pietro Aretino nel 1536, lo scrittore Matteo Bandello e lo studioso di chiromanzia frate Patrizio Tricasso da Ceresara. Anche l'imperatore Carlo V il 28 giugno 1543 fu ospite per un giorno del marchese Aloisio. A questi si deve anche la formazione del giardino interno, ora ricco di alberi secolari, della fontana in marmo bianco e del pergolato di uve pregiate. Deceduto Aloisio nel 1549, il palazzo passò al primogenito Alfonso (1541-1592). Nel 1776 la proprietà del palazzo passò alla famiglia Acerbi.
Gli affreschi della loggia sono stati inseriti tra I Luoghi del Cuore 2020, iniziativa promossa dal FAI. e, col contributo del Comune, è stato realizzato un nuovo studio sugli affreschi, attribuiti alla scuola di Giulio Romano.

## Descrizione e stile
Nella loggia, composta da quattro arcate con colonne marmoree aperte sul giardino con volta a crociere, è presente il ciclo di affreschi cinquecenteschi attribuiti a Giulio Romano e ai suoi allievi. Nell'androne del palazzo sono dipinte le imprese alle quali il marchese aveva partecipato, fatti d'arme con i nomi dei campi principali (tra questi la battaglia di Marignano del 1515). Gli affreschi del loggiato raffigurano invece scene mitologiche e quattro imperatori di non facile individuazione. La volta è decorata pure da grottesche, che richiamano lo stile di Giovanni da Udine, anch'egli della scuola di Raffaello, che lavorò a Roma e a Mantova assieme al Romano.

### Attribuzione degli affreschi
Non esistono, ad oggi (2019), documenti certi che attestano la presenza di Giulio Romano o di suoi allievi a Castel Goffredo. Tuttavia sono i numerosi storici che hanno attribuito al grande maestro o alla sua scuola la paternità degli affreschi, pur senza citare fonti o date precise di realizzazione degli stessi:
- Virgilio Cepari (1564-1631), nella sua opera Vita di San Luigi, scrive che "...il palazzo di Aluigi [Aloisio] colle sue due torri e i vaghi affreschi, ricordano lo stile di Giulio Romano, de' cui scolari sono opera certamente.";[23]
- Giuseppe Acerbi (1773-1846), esploratore e letterato, tra gli storici proprietari del palazzo, in una lettera al conte mantovano Carlo d'Arco datata 8 maggio 1842, asseriva che "...forse della mano di Giulio Romano è l'atrio della mia casa";[5][24][25]
- Carlo Gozzi, nel 1810, parlando della residenza del marchese Aloisio Gonzaga, affermò che "finito il palazzo di ben inteso ed elegante dissegno, [Aloisio] pensò ad abbellirlo di eccellenti pitture, che si vogliono tutte della celebre scuola dell'immortale Giulio Pippi, detto Giulio Romano; e di ciò ne fa piena fede la finezza del colorito, la pastosità e morbidezza della carni, la giudiziosa distribuzione dei medaglioni, la varietà ed eleganza della figure, la vivezza di fantasia, l'esattezza in fine e perfezione del disegno";[26]
- Bartolomeo Arrighi, nel 1859, sostenne genericamente che "Luigi [Aloisio] fece dipingere il palazzo, fuori e dentro, con affreschi storici, o bizzarri...";[27]
- Charles Poplimont (1821-1887), storico belga, in occasione di una sua visita al paese nel giugno 1859, parla di "affreschi di Giulio Romano";[28]
- Guido Sommi Picenardi, storico cremonese, in un saggio del 1864, descrivendo il palazzo Gonzaga, cita i "...dipinti che ricordano le opere di Giulio Romano";[29]
- Giovanni Scardovelli nel 1890, afferma che "[Aloisio], finito il palazzo, pensò a decorarlo di eccellenti pitture della scuola di Giulio Romano... per esatta perfezione del disegno";[30]
- Francesco Bonfiglio (1922-1929), storico di Castel Goffredo, parlò dei dipinti della loggia come "ornamentazione di stile raffaellesco..." al tempo del marchese Alfonso Gonzaga;[31]
- Alessandro Dal Prato, pittore ed insegnante, fondatore dell'omonimo liceo artistico di Guidizzolo,[32] in una pubblicazione del 1987, affermò che i dipinti "siano opera di allievi di Giulio Romano o, quanto meno, di suoi aiuti";[2][33]
- Costante Berselli, citando più volte un manoscritto anonimo, sostiene che "[Aloisio] finito il palazzo, pensò ad abbellirlo di eccellenti pitture, che si vogliono tutte della celebre scuola dell'immortale Giulio Romano; e di ciò ne fa piena fede la finezza del colorito, la pastosità e morbidezza delle carni, la giudiziosa distribuzione dei medaglioni, la varietà ed eleganza delle figure...";[34]
- Massimo Marocchi, studioso dei Gonzaga,  afferma che "Luigi [Aloisio] fece abbellire la sua residenza da pittori che alcuni vogliono essere stati allievi di Giulio Romano. Nell'atrio e lungo le scale facevano bella mostra di sé delle grandiose scene di battaglia - probabilmente le stesse a cui Luigi [Aloisio] aveva preso parte -...";[35]
- Mara Pasetti, storica dell'arte, nell'articolo Il palazzo Gonzaga Acerbi di Castel Goffredo, afferma che il portico del palazzo Gonzaga "...si può ammirare nello splendore delle sue decorazioni volute da Aloisio a partire dal terzo decennio del XVI secolo, si sviluppa in una volta a crociere...".[36]

Un documento, datato 24 novembre 1577, informa che il pittore Giulio Rubone si impegnò a completare la loggia del palazzo di Alfonso Gonzaga, iniziata dal defunto Alessandro da Casalmaggiore.